# Difuzarea serialului Supernatural
Supernatural: Aventuri în Lumea Întunericului este un serial de televiziune american în genurile fantastic, thriller, de acțiune, de groază. Serialul a fost creat de Eric Kripke și îi are ca protagoniști pe Jared Padalecki în rolul lui Sam Winchester și pe Jensen Ackles în rolul lui Dean Winchester, doi frați care vânează demoni, fantome, monștri și alte personaje paranormale. Serialul este produs de Warner Bros. Television în asociație cu Wonderland Sound and Vision. Aceasta este o listă de țări și canale TV care au difuzat serialul Supernatural:
| Țara                     | Titlu local                                                           | Cu sensul de                                  | Rețea                                                                               | Programare săptămânală                                                                                            |
| Argentina                | Supernatural (Versiunea Originală) Sobrenatural (Versiunea Spaniolă)  |                                               | Warner Channel                                                                      | Warner Channel: Duminică 19.00, Reluare Sâmbătă 1.00                                                              |
| Armenia                  | Գերբնական                                                             |                                               | Televiziunea Publică Armeană                                                        | |
| Australia                | Supernatural.                                                         |                                               | Channel TEN, FOX8                                                                   | Sezonul 4 a început la Network TEN de Luni 6 Octombrie la 8.30pm (episod dublu) și de Luni 13 Octombrie la 9.30pm |
| Belgia                   | Supernatural                                                          |                                               | VT4, Plug TV (Franceză)                                                             | VT4: Miercuri 11:30pm Plug TV: Sâmbătă 7:40pm                                                                     |
| Bosnia și Herțegovina    | Supernatural                                                          |                                               | PINK                                                                                | Sâmbătă 18:50 |
| Brazilia                 | Supernatural (Versiuna originală)\Sobrenatural (Versiunea portugheză) |                                               | Warner Channel și ulterior SBT                                                      | Warner Channel Miercuri 10.00pm, Duminică 5.00pm, SBT Duminică 1.15am                                             |
| Bulgaria                 | Supernatural \ Свръхестествено                                        |                                               | TV7                                                                                 | Luni - Vineri 11.40pm                                                                                             |
| Canada                   | Supernatural                                                          |                                               | Sun TV și JoyTV (în transmisie simultană cu The CW)Space (Engleză) Ztélé (Franceză) | SunTV: Joi 9:00pm Space: Vineri 9:00pm și Sâmbătă 4:00pm Z Télé: Miercuri 1:00pm, Joi 5:00pm The CW: Joi 9:00pm   |
| Chile                    | Supernatural                                                          |                                               | Warner Channel, RedTV                                                               | Sâmbătă 4.00PM |
| Columbia                 | Supernatural                                                          |                                               | Warner Channel, CityTv                                                              | Warner Channel: Miercuri 9.00pm Citytv: Sâmbătă - Duminică 7.00pm                                                 |
| Costa Rica               | Supernatural                                                          |                                               | Warner Channel                                                                      | |
| Croația                  | Lovci na natprirodno                                                  | Vânătorii de supernatural                     | HRT                                                                                 | HRT2: Vineri 12.00am                                                                                              |
| Republica Cehă           | Lovci duchů                                                           | Vânătorii de fantome                          | Prima                                                                               | Duminică 11:05 pm                                                                                                 |
| Danemarca                | Supernatural                                                          |                                               | 3+                                                                                  | Nopțile din cursul săptămânii                                                                                     |
| Republica Dominicană     | Sobrenatural                                                          | Supernatural                                  | TeleAntillas                                                                        | În weekend-uri 6.00pm (reluat în anumite seri ale săptămânii)                                                     |
| Dubai                    | Supernatural                                                          |                                               | Dubai One                                                                           | Duminică -Joi 8.00pm                                                                                              |
| Ecuador                  | Supernatural                                                          |                                               | Warner Channel, Gamatv                                                              | Joi 21.30 pm, Sâmbătă 11.30pm                                                                                     |
| Finlanda                 | Supernatural                                                          |                                               | Sub                                                                                 | Difuzarea originală Luni 9pm Sezonul 1 reluare Joi 11pm                                                           |
| Franța                   | Supernatural                                                          |                                               | TF6, M6                                                                             | TF6: Marțea la 8.50pm                                                                                             |
| Germania                 | Supernatural                                                          |                                               | Premieră, Pro7                                                                      | Luni 9:15pm |
| Grecia                   | Supernatural                                                          |                                               | Star Channel                                                                        | Luni - Vineri 1.00am                                                                                              |
| Hong Kong                | 狙魔人                                                                | Vânătorii de demoni                           | TVB Pearl, AXN BEYOND                                                               | Joi 9:35pm, AXN BEYOND: Sezonul 4 premieră 18 martie 2009, Miercuri 10.00pm                                       |
| Ungaria                  | Odaát                                                                 | Acolo / Viața de dincolo                      | RTL Klub                                                                            | Vineri 11.15pm |
| Islanda                  | Supernatural                                                          |                                               | Stöð 2 Extra                                                                        | |
| India                    | Supernatural                                                          |                                               | AXN (Sezonul 3)                                                                     | AXN: Marți 11.00pm, Miercuri 02.00am, Sâmbătă 12.00am                                                             |
| Indonezia                | Supernatural                                                          |                                               | Trans7                                                                              | Trans7: Luni - Vineri 08.00pm                                                                                     |
| Irlanda                  | Supernatural                                                          |                                               | TV3                                                                                 | Sâmbătă 11.50pm (începând din 5 Ianuarie)                                                                         |
| Israel                   | על טבעי                                                               | Supernatural                                  | yes stars 2, AXN                                                                    | da: Marți 10:30pm AXN: Miercuri 10.00pm                                                                           |
| Italia                   | Supernatural                                                          |                                               | Rai Due FOX Steel / Sci-Fi Channel                                                  | Marți 11.30pm - 2 episoade săptămânal Sâmbăta noaptea (Sezonul 1) Vinerea 2 episoade săptămânal (Sezonul 2)       |
| Japonia                  | スーパーナチュラル                                                    | Supernatural                                  | Nippon Television                                                                   | Miercuri 01:56am                                                                                                  |
| Iordania                 | Supernatural                                                          |                                               | Dubai One                                                                           | Duminică - Joi 8.00pm                                                                                             |
| Kuweit                   | Supernatural                                                          |                                               | Dubai One                                                                           | Duminică - Joi 8.00pm                                                                                             |
| Letonia                  | Supernatural                                                          |                                               | LNT                                                                                 | Duminică 11.30pm                                                                                                  |
| Lituania                 | Supernatural                                                          |                                               | LNK                                                                                 | Marți 11.35pm |
| Liban                    | Supernatural                                                          |                                               | Dubai One                                                                           | Duminică - Joi 8.00pm                                                                                             |
| Malaiezia                | Supernatural                                                          |                                               | TV3, AXN                                                                            | AXN: Marți 10.00pm TV3: Duminică 10:00pm (Sezonul 2)                                                              |
| U.A.E                    | Supernatural                                                          |                                               | Dubai One                                                                           | Duminică - Joi 8.00pm                                                                                             |
| Olanda                   | Supernatural                                                          |                                               | NET 5                                                                               | Duminică 10:30pm (începând cu 6 iulie 2008)                                                                       |
| Noua Zeelandă            | Supernatural                                                          |                                               | TV2 (TVNZ)                                                                          | Vineri 9:30pm (S02, Ianuarie 2009)                                                                                |
| Norvegia                 | Supernatural                                                          |                                               | TV Norge                                                                            | În pauză, în așteptarea Sezonului 4                                                                               |
| Mexic                    | Supernatural                                                          |                                               | Warner Channel,                                                                     | Duminicile 8:00pm                                                                                                 |
| Pakistan                 | Supernatural                                                          |                                               | AXN (Sezonul 3)                                                                     | AXN: Marți 11.30pm, Miercuri 02.30am, Sâmbătă 12.30am                                                             |
| Autoritatea Palestiniană | Supernatural                                                          |                                               | Dubai One                                                                           | Duminică - Joi 8.00pm                                                                                             |
| Panama                   | Supernatural                                                          |                                               | Warner Channel, RPC Channel 4                                                       | |
| Peru                     | Supernatural                                                          |                                               | Warner Channel Red Global television                                                | |
| Filipine                 | Supernatural                                                          |                                               | AXN BEYONDSezonul 3 Studio 23 Sezonul 3                                             | AXN BEYOND: Sezonul 4 premieră 18 martie 2009, Miercuri 10pm Studio 23: Sâmbătă 8:30pm                            |
| Polonia                  | Nie z tego świata                                                     | Nu sunt din această lume                      | TVN Sezonul 2 TVN Siedem Sezonul 2                                                  | TVN: Luni 11:55pm TVN Siedem: Joi 8.00pm                                                                          |
| Portugalia               | Sobrenatural                                                          | Supernatural                                  | RTP2, AXN                                                                           | RTP2: Joi 10.40pm AXN: Luni 10.25pm                                                                               |
| Porto Rico               | Supernatural                                                          | Supernatural Sezonul 1                        | Wapa TV                                                                             | Wapa TV: Vineri 10.00pm                                                                                           |
| România                  | Supernatural: Aventuri în Lumea Întunericului                         | Supernatural: Aventuri în Lumea Întunericului | PRO TV                                                                              | PRO TV: Luni - Joi 12.15am                                                                                        |
| Rusia                    | Сверхъестественное                                                    | Supernatural                                  | REN TV                                                                              | Duminică 8.00pm                                                                                                   |
| Arabia Saudită           | Supernatural                                                          |                                               | Dubai One                                                                           | Duminică - Joi 8.00pm                                                                                             |
| Serbia                   | Natprirodno                                                           | Supernatural                                  | TV Avala                                                                            | Joi - Vineri 8.00pm                                                                                               |
| Singapore                | Supernatural                                                          |                                               | MediaCorp TV Channel 5, AXN BEYOND (Starhub TV Ch 100)                              | Vineri 10.00pm, AXN BEYOND: Sezonul 4 premieră 18 martie 2009, Miercuri 10pm                                      |
| Slovacia                 | Hrozba z temnoty                                                      | Amenințare din întuneric                      | Markíza                                                                             | Sâmbătă 11.25pm                                                                                                   |
| Africa de Sud            | Supernatural                                                          |                                               | ActionX, SABC 3                                                                     | Vineri 10pm(SABC 3), Luni 8pm(Action X)                                                                           |
| Coreea de Sud            | 수퍼내추럴                                                            | Supernatural                                  | Super Action (prima difuzare) FOX (reluare)                                         | Super Action: Miercuri, Joi 12.00pm FOX: Luni - Vineri 12.00am                                                    |
| Spania                   | Sobrenatural                                                          | Supernatural                                  | AXN, TVE                                                                            | TV2: Joia 10pm |
| Sri Lanka                | Supernatural                                                          |                                               | AXN (Sezonul 3)                                                                     | AXN: Marți 11.00pm, Miercuri 02.00am, Sâmbătă 12.00am                                                             |
| Suedia                   | Supernatural                                                          |                                               | Kanal 5                                                                             | Kanal 5: Duminicile 10.00pm                                                                                       |
| Siria                    | Supernatural                                                          |                                               | Dubai One                                                                           | Duminică - Joi 8.00pm                                                                                             |
| Taiwan                   | 超自然檔案                                                            | Cazuri supranaturale                          | AXN                                                                                 | Marți 09.00pm |
| Thailanda                | ล่าปริศนาเหนือโลก!                                                       | Supernatural                                  | AXN                                                                                 | |
| Turcia                   | Supernatural                                                          |                                               | TNT                                                                                 | Marți 08.00pm Miercuri 02.00am                                                                                    |
| Ucraina                  | Надприроднє                                                           |                                               | 1+1 (prima difuzare)                                                                | 1+1: Vineri 23.50pm                                                                                               |
| Regatul Unit             | Supernatural                                                          |                                               | ITV2 (Sezonul 1-4)                                                                  | ITV2: Duminică 9.00pm, Joi 11.00pm                                                                                |
| S.U.A.                   | Supernatural                                                          |                                               | The WB, The CW                                                                      | The CW: Joi 9:00pm                                                                                                |
| Venezuela                | Supernatural                                                          |                                               | Warner Channel                                                                      | Duminică 9:00pm                                                                                                   |